# اللون (رواية)
اللون (بالإنجليزية: The Colour)‏ هي رواية للكاتبة الإنجليزية روز تريمين، نشرت عام 2003، عن دار نشر تشاتو آند ويندوس.